# Heuvelland
Heuvelland là một đô thị ở tỉnh Tây Flanders. Đô thị này gồm các thị trấn Dranouter, Kemmel, De Klijte, Loker, Nieuwkerke, Westouter, Wijtschate và Wulvergem. Tại thời điểm ngày 1 tháng 1 năm 2006, Heuvelland có dân số 8.217 người. Tổng diện tích là 94,24 km² với mật độ dân số là 87 người trên mỗi km².
Đô thị này Heuvelland bao gồm 8 làng nông nghiệp nhỏ.  Dranouter, Kemmel, Loker, Nieuwkerke, Westouter, Wijtschate và Wulvergem đã là các đô thị độc lập trước khi sáp nhập vào năm 1977.

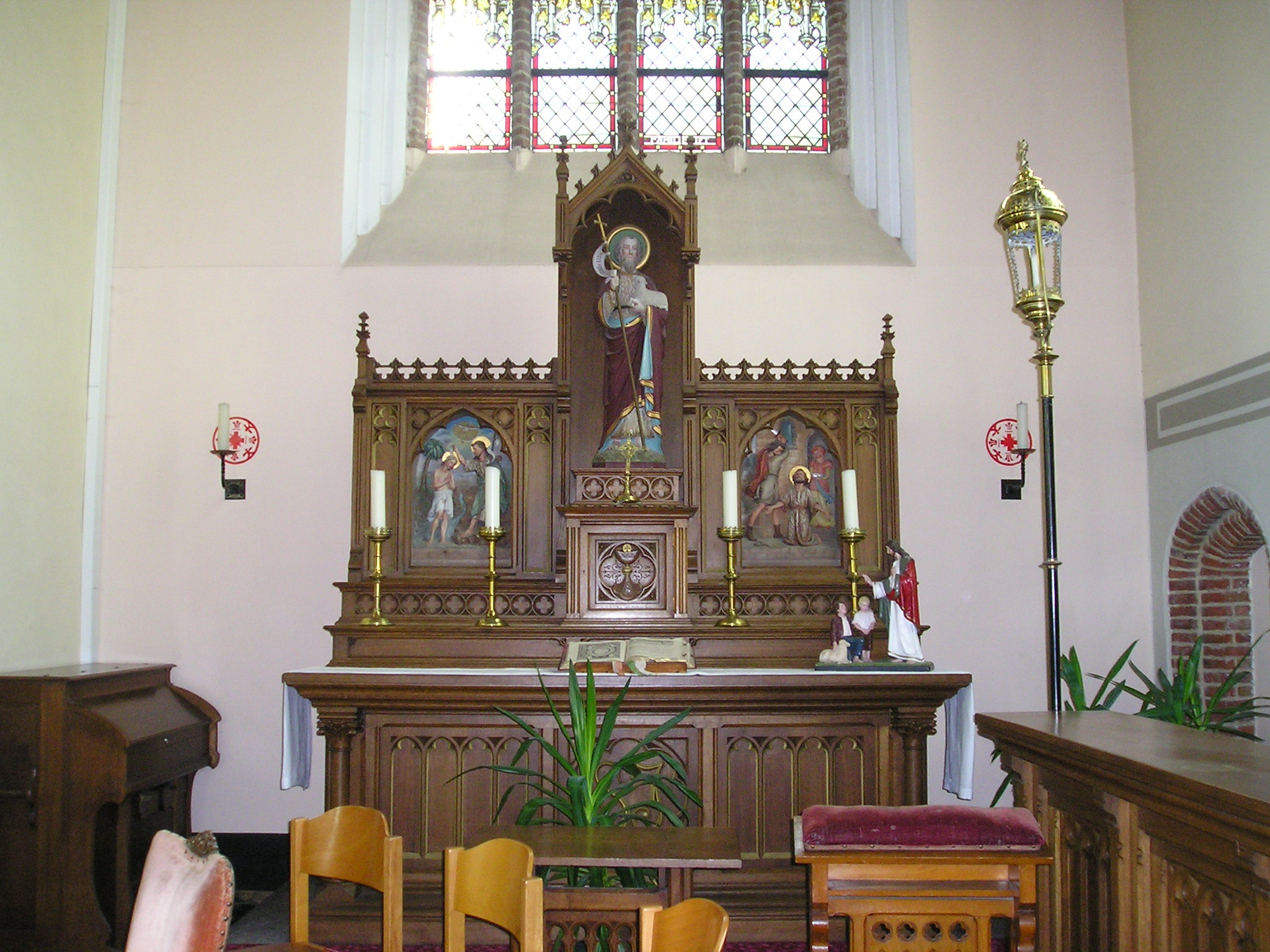
Giáo đường Dranouter